# Tedje en de Flikkers
Tedje en de Flikkers was van 1977 tot 1980 een Nederlandse punkband band uit Nijmegen.

## Geschiedenis
Met schuttingtaal en exhibitionistische optredens speelde de band in zalen als Paradiso, de Melkweg, de Effenaar en Doornroosje. Vooral in de homoscene heeft de band veel fans. Bijzondere optredens waren er ook in cafe Royal in Zoutelande. Na het uitbrengen van het enige album verschijnt datzelfde jaar, 1979, het nummer Ik ben een hoer op het verzamelalbum Uitholling Overdwars van de Stichting Popmuziek Nederland (waarop onder anderen ook Ivy Green, Doe Maar en Toontje Lager staan met een bijdrage). Op Tedje na kwam het gezelschap voort uit homobeweging de Rooie Flikkers. De optredens werden als zeer provocerend beschouwd. Het was misschien wel de eerste pretpunkband in Nederland. Hun optredens gingen gepaard met vuurwerk, en de bandleden waren gekleed in S.M.-kleding of helemaal naakt. Het debuutalbum werd destijds als volgt omschreven door De Gelderlander: "Het begrip “muziek” is hier niet van toepassing, want alles wordt ook nog eens zo rottig gebracht, dat men werkelijk mag gaan twijfelen aan de verstandelijke vermogens van enkele lieden" Toen de band ermee stopte werden volgens de Gelderlander de instrumenten meteen verkocht. In 2003 keek het VPRO-programma RAM terug naar deze controversiële band en in 2005 verscheen een documentaire over haar positie en rol in de homo-emancipatiebeweging, gemaakt door Els Dinnissen.

## Bezetting
- Marty - basgitaar, zang
- Thijs - drums
- Tedje - toetsinstrumenten
- André - gitaar, zang

## Discografie
- Tedje & de Flikkers - Spina Bifida en Starlet, 1979 (lp, studioalbum)
- Bijdragen aan: Uitholling Overdwars - Stichting Popmuziek Nederland, 1979 (verzamelalbum)
- Bijdragen aan: I Don't Care Collection (Dutch Punk 1977-1983) - Pseudonym, 2016 (verzamelalbum)